# Kia Carnival
Kia Carnival je jednovolumen južnokorejskog proizvođača Kia. Proizvodi se od 1999. godine.

## Prva generacija
Prva generacija se proizvodila od 1999. – 2006. godine.

### Motori
- 2.5 L, 110 kW (150 KS)
- 2.5 L, 121 kW (165 KS)
- 2.9 L turbo dizel, 93 kW (126 KS)
- 2.9 L turbo dizel, 106 kW (144 KS)

## Druga generacija
Druga generacija se proizvodila od 2006. godine.

### Motori
- 2.9 L, 139 kW (189 KS)
- 3.8 L, 187 kW (254 KS)
- 2.2 L turbo dizel, 143 kW (195 KS)
- 2.9 L turbo dizel, 136 kW (185 KS)

## Ostali modeli
- Kia Magentis
- Kia Venga